# Horsemen of the Apocalypse
The Horsemen of the Apocalypse är en EP med Metallica, inspelad i början av 1983. Några låtar som senare fanns med på Ride the Lightning finns med här, även några covers. The Four Horsemen finns även för första gången med här som The Four Horsemen. De första två låtarna är från en Whiskey A Go Go-audition (inspelat 8 april 1982).

## Låtlista
- 1. "Killing Time" - 2:36 (Sweet Savage-cover)
- 2. "Let it Loose" - 3:13 (Diamond Head-cover)
- 3. "The Four Horsemen" - 4:48
- 4. "Seek and Destroy" - 6:51
- 5. "Metal Militia" - 5:11
- 6. "Phantom Lord" - 4:59
- 7. "Fight Fire with Fire" - 4:44
- 8. "Ride the Lightning" - 6:37
- 9. "Creeping Death" - 6:36
- 10. "The Prince" (live) (Diamond Head-cover)

## Uppställning
- James Hetfield - Sång, kompgitarr
- Dave Mustaine - Gitarr, bakgrundssång
- Cliff Burton - Elbas
- Lars Ulrich - Trummor